# Korejská filozofie
Korejská filosofie se v dějinách filosofie zaměřovala na širokou paletu životních problémů a světonázorů. Jsou v ní integrovány významným způsobem obsahy šamanismu a mnohé aspekty neokonfucianizmu. Tradiční korejské myšlení bylo ovlivněno množstvím náboženských a filosofických systémů. Z nich se jako nejvlivnější prosadili korejský šamanismus, buddhismus a konfucianismus.

## Tradiční vlivy do 14. století

### Šamanismus
Šamanismus byl po tisíciletí v korejské pospolitosti vnímán jako součást tradiční kultury a přirozeného řádu jednotlivých kmenů. I když později dominoval vliv buddhismu a taoismu, šamanistické rity a praktiky zůstaly nadále rozvíjeno a vlivné. Šamani (kor. Mudang) hledali řešení lidských problémů prostřednictvím navázání kontaktu s duchovním světem.

### Vliv buddhismu

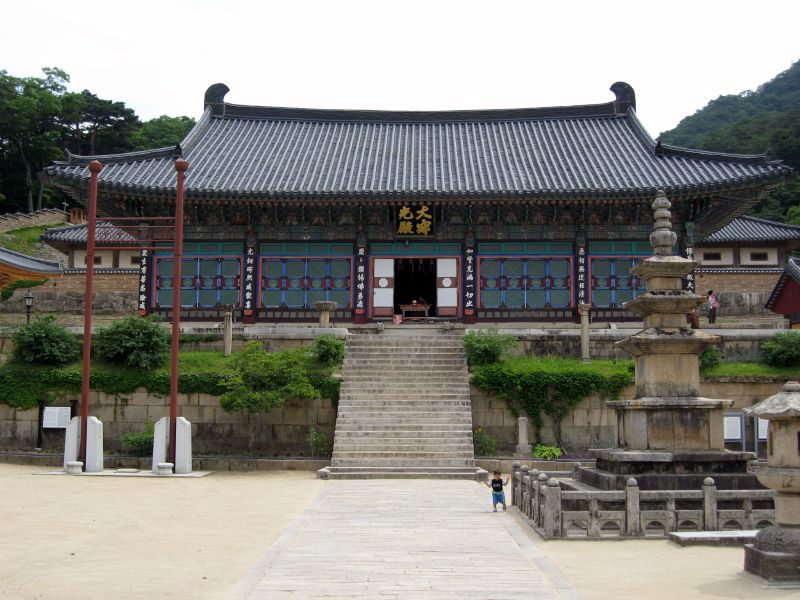
Heinsa – jeden z předních buddhistických chrámů v Jižní Koreji

Korejští buddhističtí myslitelé probírali ideje z Číny, přičemž jejich dále řešily a v pozměněné podobě odevzdávali do Japonska. Je možné říci, že čínský buddhismus byl na Západě přes Japonsko popularizovaný jako významně ovlivněn a přebudovaný korejským myšlením. Takto se představila západnímu světu například zenová buddhistická varianta. V Koreji se nachází mnoho buddhistických chrámů, přičemž několik z nich jsou součástí korejského národního kulturního dědictví.

### Vliv konfucianismu
Jeden z podstatných vlivů na korejský intelektuální vývoj měl konfuciánské myšlenkový systém, jehož příchod na Korejský poloostrov byl důsledkem kulturního vlivu sousední Číny. Dodnes zůstává právní a ideový systém konfucianismu fundamentální součástí korejské společnosti, morálky, způsobu života, sociálních vztahů mezi mladými a staršími a také vysoké kultury obecně. Konfuciánské vliv nebyl odstraněn ani při novodobé modernizaci korejského právního řádu.

## Filozofie během dynastie Čoson

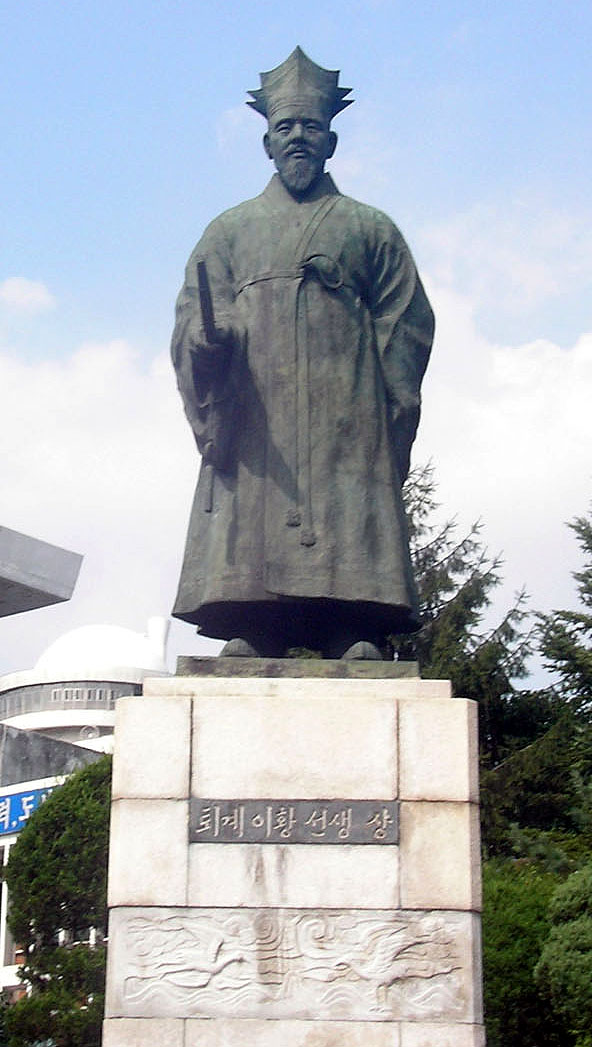
Socha Yi Hwang v jihokorejském Soulu

V roce 1392 začala na Korejském poloostrově vládnout dynastie Čoson, která spravovala Koreu až do jejího anexe Japonskem v roce 1910. V tomto staletích období byl vliv buddhismu vojensky záměrně umlčování, přičemž do popředí se programově dostával neokonfucianismus. Za zlatý věk korejské náboženské filosofie lze označit období tvorby rozsáhlých komentářů k dílům čínského filozofie Ču Si. Nejvýznamnějšími představiteli tohoto období jsou Yi Hwang (1501–1570) a Yi I (1536–1584). Yi Hwang zakládal v zemi množství vyšších škol a připravoval pro pedagogickou praxi mnoho mistrů a učitelů. Jeho metafyzika byla dualistická, rozlišující ideální princip li a materiální princip čchi. Důraz kladl na tvůrčí, formující princip li, čímž se lišil od komentátora Yi I, který upřednostňoval bytostný, materiální a existenční princip čchi. Každopádně u obou filozofů oba principy tvořily podstatu hybné síly celého univerza. V době dominantního neokonfucianizmu rostly na významu v Koreji typické kulturní a náboženské hodnoty a ideály, zejména věrnosti, shovívavosti, piety a důvěry.

## Filozofie v 20. století
Současně s masovým protijaponským hnutím se počátkem XX. století rozvíjelo buditelské hnutí, jehož cílem bylo provedení společensko-ekonomických reforem. Jedním z pramenů filozofických a sociologických koncepcí korejských buditelů byly materialistické tradice školy sirhak. Někteří korejští buditelé byli pod vlivem názorů školy Wang Jang-mingovy, jehož učení po více než dvě století bojovalo proti neokonfuciánskému dogmatismu Ču Siho, který tehdy byl v Koreji vládnoucím učením. Koncem XIX. a počátkem XX. století začala do Koreji pronikat i západoevropská filozofie. Bylo to evoluční učení Darwinovo, teorie francouzských osvícenců a také pozitivismus.
Po anexi Koreje Japonskem v roce 1910 se státním náboženstvím na poloostrově stal šintoismus. Kromě něj zde působil i silný vliv japonské filozofické reflexe německého idealismu, čímž se Korea začala otevírat západnímu filozofickému okruhu. Postupně sem pronikli myšlenky libertarianismu, které proměnily na Jihu typický korejský důraz na autoritu na jemnější pragmatické eticko-politické přístupy. Po ukončení Korejské války (1950–1953) se v Severní Koreji zdomácněl marxismus-leninismus, který tematizoval dělnickou třídu prostřednictvím konfuciánské představy o tom, co je to společenská nobility a kdo může být její součástí (kor. yangban). Později měl na Severu velký vliv maoismus, který následně ustoupil nacionalismu s důrazem opět na typickou lidovou autoritu a poslušnost vládnoucí dynastii.